# 岡山高醫站

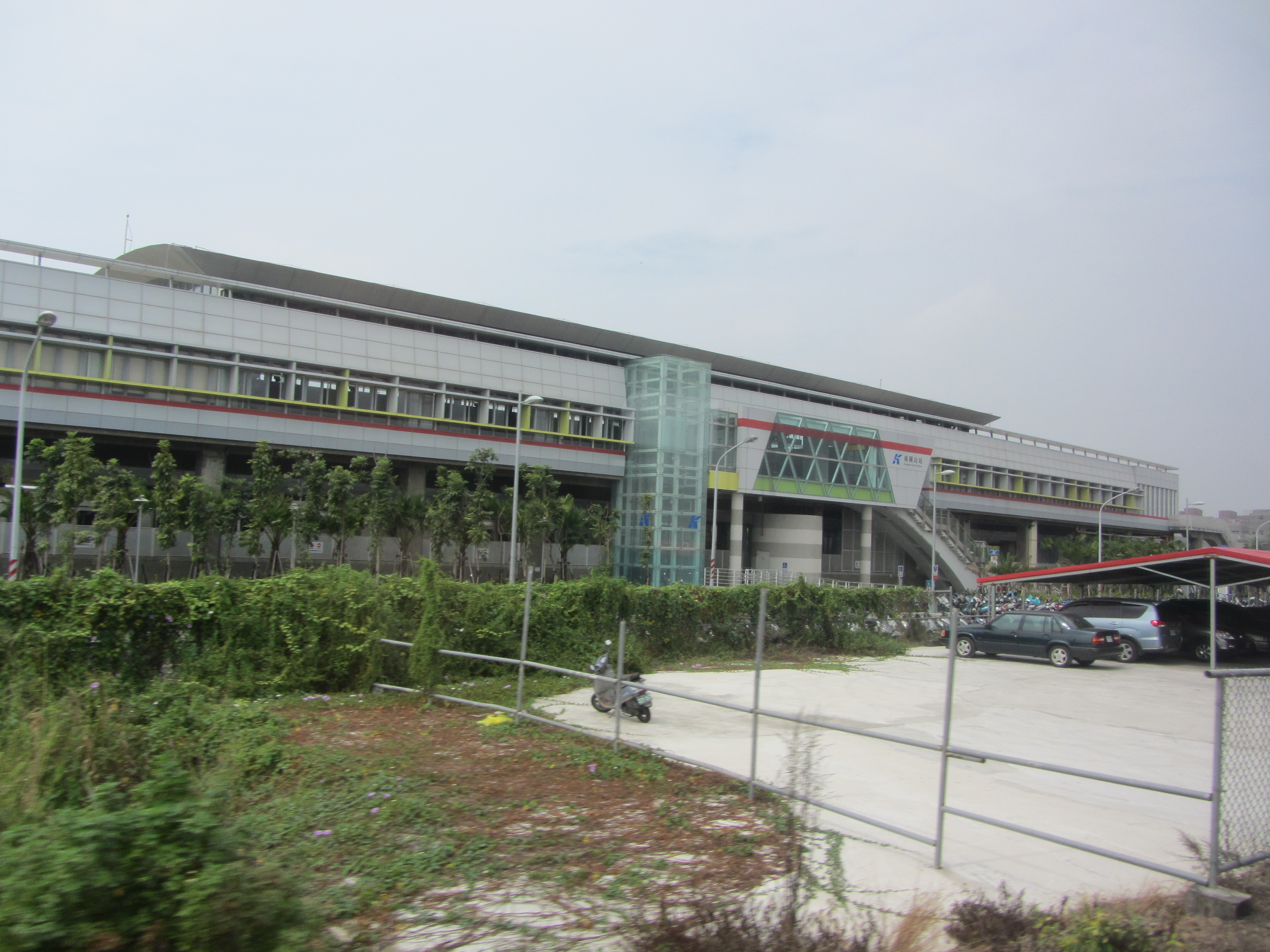
岡山高醫站站體

岡山高醫站位於高雄市岡山區南部，為高雄捷運紅線的捷運車站，亦是高雄捷運的兩個地面車站之一，車站編號為R24。車站位於捷運北機廠廠區內。因本站為紅線開工後才決議增設，故無法於紅線於2008年3月9日通車時一併啟用。2010年5月18日高雄市政府與高雄捷運公司完成簽約興建本站，2011年1月3日開工，2012年12月23日通車營運。未來「岡山路竹延伸線」將由此站向北延伸。本站原站名為「南岡山站」，2024年隨捷運岡山車站通車時一併更名為岡山高醫站。 

## 歷史
在原始核定的高雄捷運紅線初期計畫裡，並沒有設置南岡山站的計畫，後因民眾需求於機廠設站，暫稱岡山站，但另有延伸至臺鐵岡山車站之計畫而改名。因車站增設計劃不包含在原高雄縣、市與高雄捷運公司簽定的初期興建計劃裡，故縣市政府必須與捷運公司簽定新合約，來規範雙方負擔責任與金額，但由於2008年來的4次議價都失敗，導致設站日期一再延遲。直到2010年4月22日，高雄縣市政府代表及捷運公司在長達七小時協商後，終獲共識，三方同意交由高捷公司興建。行政院經建會於6月7日召開委員會議，通過「高雄捷運紅橘線修正計畫」，核准「南岡山站」興建經費，工程經費11.73億元。在獲得經費後，南岡山站於7月3日舉行動土祈福典禮，正式動工。為提早服務岡山地區民眾及培養未來客源，9月11日起開行「岡山─橋頭火車站」的接駁公車。
在南岡山站站體與機電設備完工後，於2012年10月16日開始試運轉，但橋頭火車站至南岡山站區間不提供載客服務。車站初勘於11月13日有條件通過；履勘則於12月15日通過，並核准於18日通車。23日南岡山站通車營運，同時「南岡山轉運站」也一併啟用。為了慶祝通車，高雄捷運提供持「一卡通」的乘客，自通車日起為期三個月享有免費搭乘R24南岡山站至R22A橋頭糖廠站間捷運，及紅68、紅69、紅70、紅71、及紅73共五線捷運接駁公車的優惠。
2023年11月21日，高雄捷運表示配合2024年6月RK1「岡山車站」通車啟用，將於通車啟用時一併把「南岡山站」更名為「岡山高醫站」。2024年4月25日，官方公告正式更名，官網同步更新。

## 車站構造

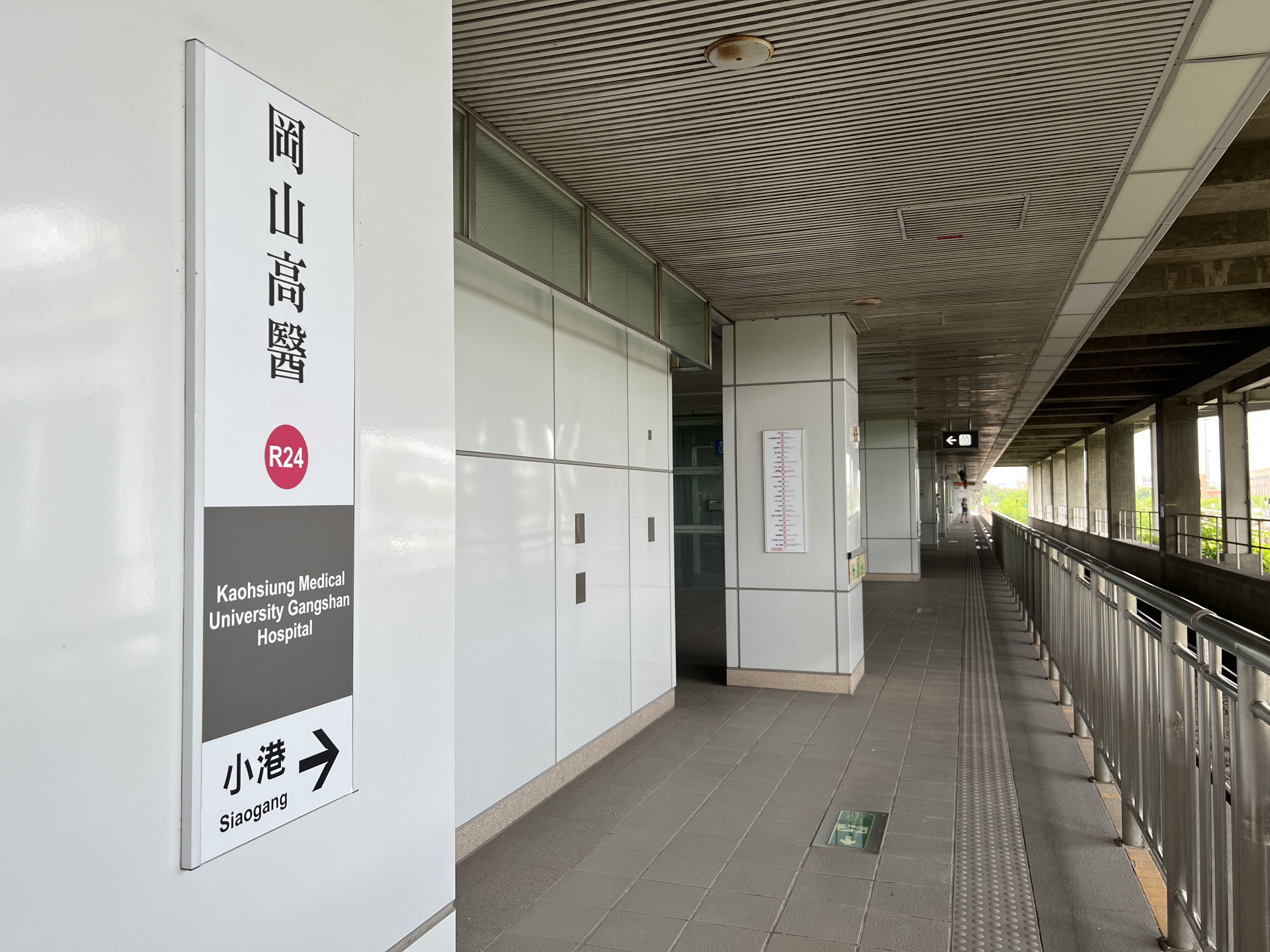
岡山高醫站月台

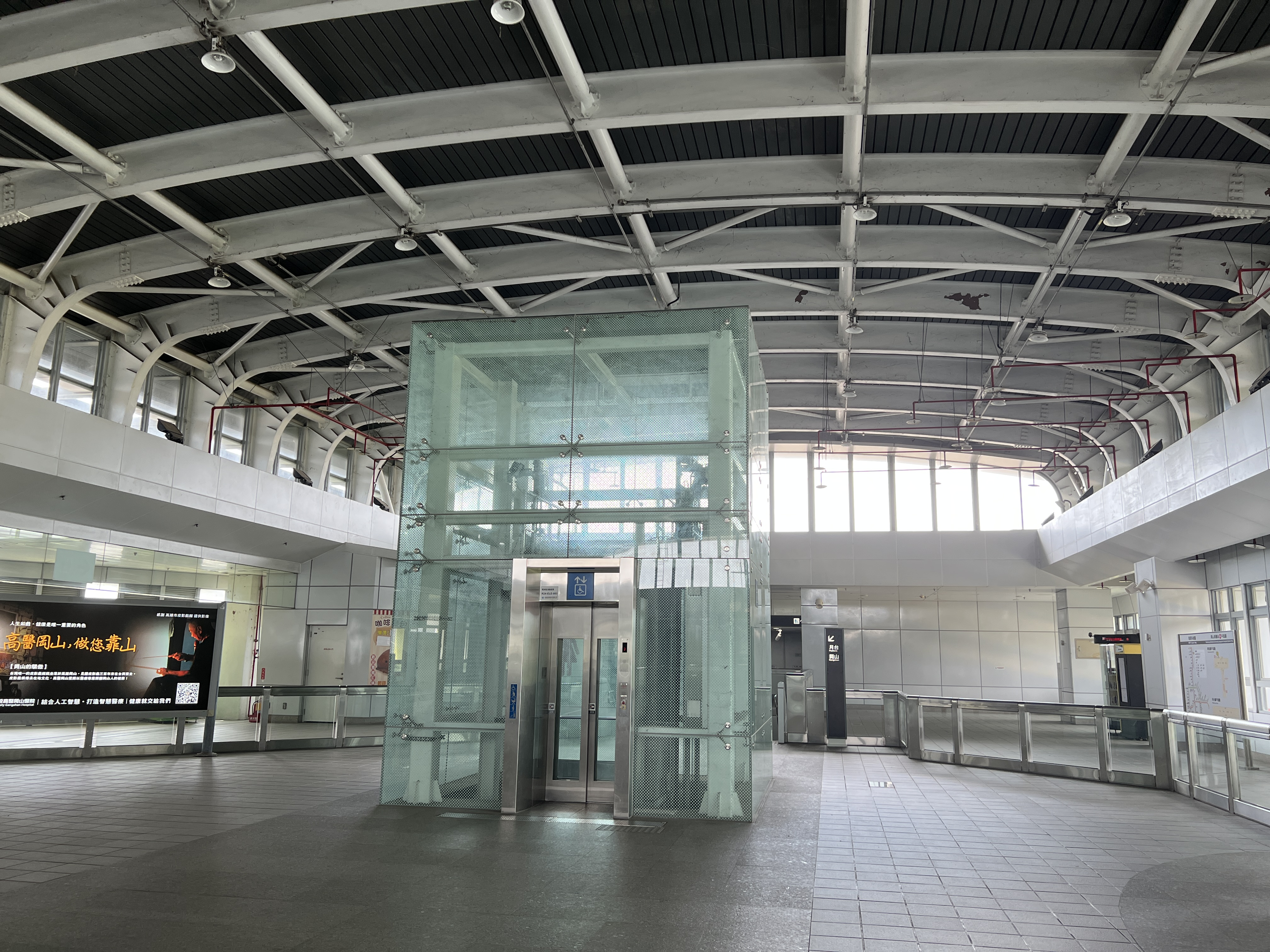
岡山高醫站穿堂

於北機廠東北側（鄰近預留開發區），興建一地面車站；設置地上二層站體、島式月台一座，及東、西側各一個出口（西側出口有一人行天橋跨越機廠調車軌）及公共腳踏車租賃站。

### 車站樓層
| 地面      | 出入口                     | 出入口                                 |
| 地上 二樓 | 穿堂層                     | 車站大廳、服務台、自動售票機、驗票閘門 |
| 地上 二樓 | 穿堂層                     | 廁所                                   |
| 地面      | 1號月台                    | ← 紅線 往小港方向（橋頭火車站）        |
| 地面      | 島式月台，左邊車門將會開啟 |                                        |
| 地面      | 2號月台                    | 紅線 往終點站方向（岡山車站）→         |

### 車站出口
出口1位於車站西側，出口2位於車站東側，無障礙電梯位於1、2號出口。
| 出入口                          | 圖片 | 出入口資訊 |
| ------------------------------- | ---- | --- |
| 出入口1 · 設有電梯 · 設有手扶梯 |      | 高雄市政府文化局岡山文化中心、北高雄銀髮人才服務據點、岡山南路、中山南路、劉厝公園、高醫岡山分院、樂購廣場、YouBike微笑單車 |
| 出入口2 · 設有電梯              |      | 崙仔頂路、高雄市岡山區和平國小、YouBike微笑單車                                                                             |
| 註： 設有電梯 \| 設有手扶梯     |      | |

## 利用狀況
根據2024年資料，本站日均進出人次為9,377人，在高雄捷運系統中排名第12名。
| 年   | 全年      | 全年      | 全年      | 全年  | 單日平均 | 單日平均 |
| 年   | 上車      | 下車      | 上下車計  | 來源  | 上車     | 上下車   |
| ---- | --------- | --------- | --------- | ----- | -------- | -------- |
| 2012 | 49,308    | 50,022    | 99,330    | [ 7 ] | 5,479    | 11,037   |
| 2013 | 1,527,371 | 1,568,035 | 3,095,406 | [ 7 ] | 4,185    | 8,481    |
| 2014 | 1,697,630 | 1,737,706 | 3,435,336 | [ 7 ] | 4,651    | 9,412    |
| 2015 | 1,574,530 | 1,614,619 | 3,189,149 | [ 7 ] | 4,314    | 8,737    |
| 2016 | 1,560,500 | 1,598,457 | 3,158,957 | [ 7 ] | 4,264    | 8,631    |
| 2017 | 1,599,195 | 1,632,739 | 3,231,934 | [ 7 ] | 4,381    | 8,855    |
| 2018 | 1,711,653 | 1,744,116 | 3,455,769 | [ 7 ] | 4,689    | 9,468    |
| 2019 | 1,699,381 | 1,724,257 | 3,423,638 | [ 7 ] | 4,656    | 9,380    |

## 外部連結
- 岡山高醫 （页面存档备份，存于）（高雄捷運公司）
- 高雄市公車動態資訊系統 （页面存档备份，存于）